# Murena smocza
Murena smocza (Enchelycore pardalis) – gatunek morskiej ryby węgorzokształtnej z rodziny murenowatych (Muraenidae), opisany naukowo w 1846 roku z Nagasaki (Japonia), pod nazwą Muraena pardalis. W języku polskim nazywana była również mureną hawajską, ale zasięg tego gatunku jest znacznie szerszy.

## Występowanie i biotop
Murena smocza jest rybą pospolicie występującą w tropikalnych wodach Oceanu Indyjskiego i zachodniej części Oceanu Spokojnego. Jej obecność odnotowano na obszarze rozciągającym się od Aldabry, Madagaskaru i Maskarenów na zachodzie po Hawaje, Line Islands i Markizy na wschodzie, oraz na północ po Koreę, południową  Japonię i wyspy Ogasawara, a na południe po Nową Kaledonię. Przebywa w szczelinach skalnych i w rafach koralowych, na głębokościach do 60 m.

## Cechy charakterystyczne

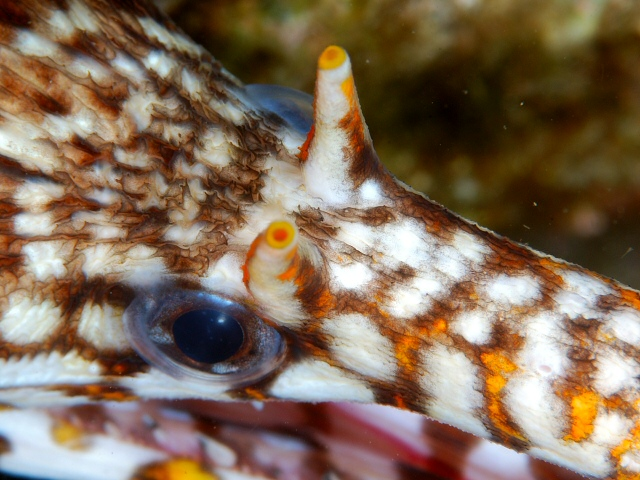
Charakterystyczne wyrostki nad oczami

W okolicach nozdrzy, nad oczami, ma długie wyrostki w kształcie rogów. Jej ciało pokryte jest różnokolorowym deseniem złożonym z licznych cętek i pręg. Płetwa grzbietowa jest długa i bardzo wysoka. Przy rozwartym pysku ryba nabiera wyglądu groźnej bestii, przypomina smoka.
Dorasta maksymalnie do 92 cm długości całkowitej.

## Biologia i ekologia
Życie tej ryby pozostaje słabo poznane. Jest wprawdzie szeroko rozprzestrzeniona, ale trudno ją spotkać w warunkach naturalnych. Agresywna i drapieżna. Żywi się innymi rybami.

## Znaczenie gospodarcze

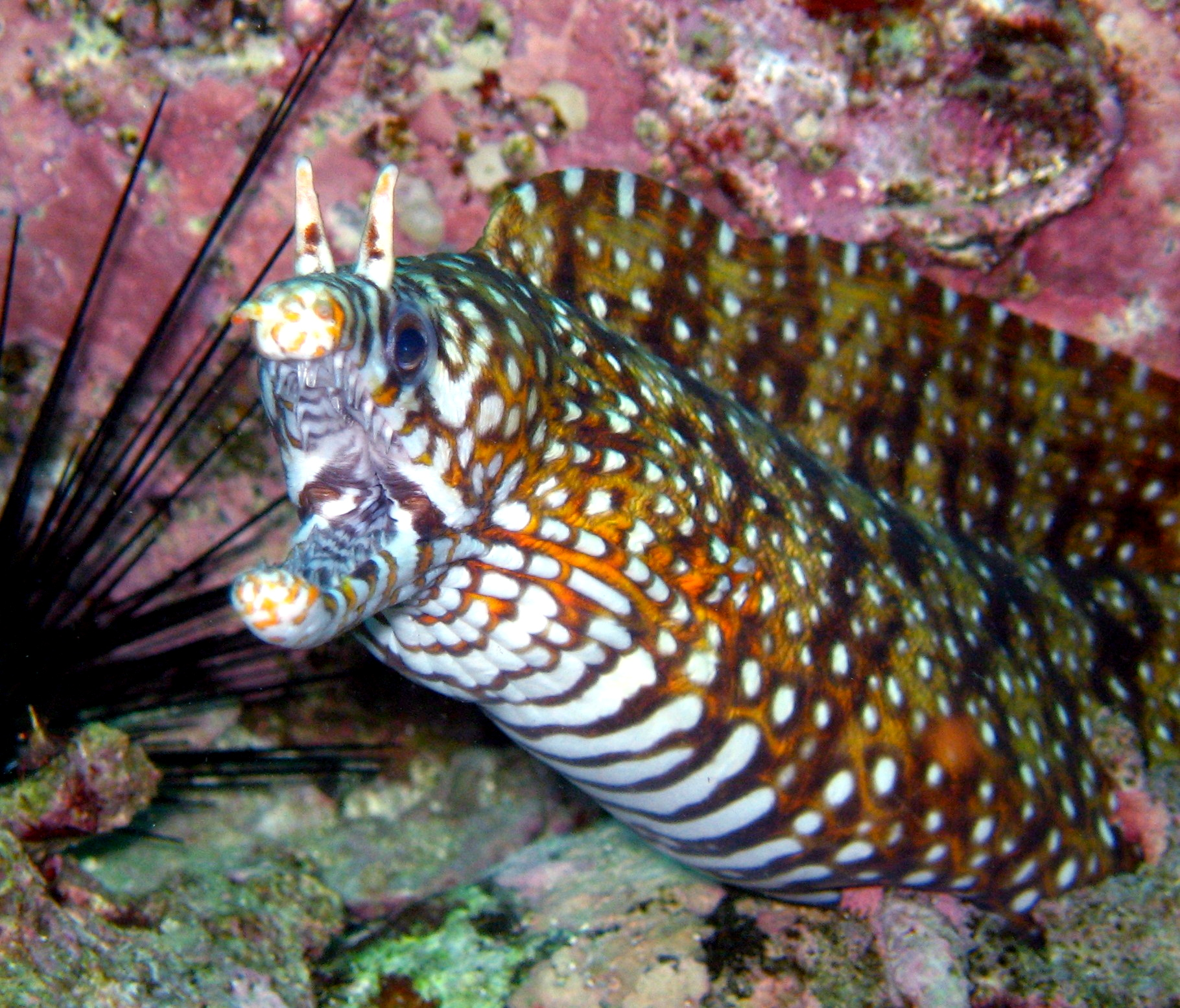
Murena smocza

Nie ma znaczenia w rybołówstwie. Z powodu kontrastowego i jaskrawego ubarwienia jest spotykana w handlu dla potrzeb akwarystyki. Jej agresywny charakter oraz preferencje pokarmowe powodują, że w akwariach trudno ją trzymać z innymi rybami.

## Ochrona
Według stanu ze stycznia 2013 roku gatunek ten nie figuruje w Czerwonej księdze gatunków zagrożonych IUCN.